# Jordan Rudess
Jordan Charles Rudess (Nueva York, 4 de noviembre de 1956) es un teclista estadounidense, conocido por miembro de la banda de metal progresivo Dream Theater desde 1999.

## Biografía
Rudess fue reconocido por su profesor de segundo año por su habilidad para tocar el piano e inmediatamente recibió tutoría profesional. A los nueve años, entró a la Juilliard School of Music en la división preuniversitaria de piano clásico, pero a medida que iba creciendo se fue interesando más en sintetizadores y rock progresivo. En contra de sus padres y tutores dejó la música clásica y comenzó su carrera solista como un teclista de rock progresivo.
Después de participar en varios proyectos en los 80, obtuvo atención internacional en 1994 cuando fue elegido como Best New Talent ("mejor talento nuevo") en la encuesta de lectores de la Keyboard Magazine, después del lanzamiento de su álbum solista Listen. Dos de las bandas que notaron a la joven estrella fueron The Dixie Dregs y Dream Theater; ambas lo invitaron a unirse a sus proyectos respectivos. Jordan escogió a los Dregs principalmente porque al no ser un miembro de tiempo completo tendría menor impacto en su joven familia, opción que no tuvo con Dream Theater.
Estando con los Dregs, Jordan formó un así llamado power duo con el baterista Rod Morgenstein. La génesis de este emparejamiento ocurrió cuando una falla de electricidad ocasionó la falla de todos los instrumentos de los Dregs excepto el de Jordan, así que él y Rod improvisaron juntos hasta que la electricidad fue restablecida y el concierto pudo continuar. La química entre los dos fue tan fuerte en ese jam que decidieron actuar juntos regularmente (bajo el nombre Rudess/Morgenstein Project, después RMP) y desde entonces, han lanzado un álbum en estudio y uno en vivo.
Jordan se encontró una vez más con Dream Theater cuando él y Morgenstein fungieron como teloneros en una de las giras de Dream Theater por Norteamérica.

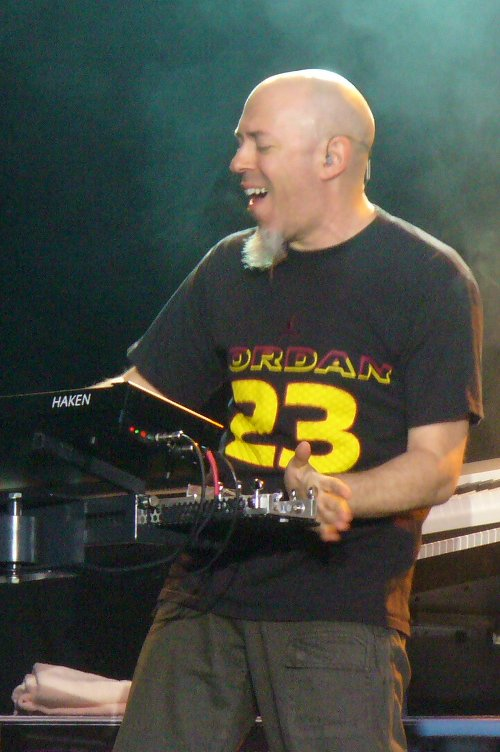
Jordan Rudess.

En 1997, cuando se le pidió a Mike Portnoy crear un supergrupo para Magna Carta Records, Rudess fue escogido para tomar el puesto de teclista en la banda, que tenía también a Tony Levin (en el bajo) y al colega de Mike de Dream Theater, John Petrucci (en la guitarra). Después de la grabación de los dos álbumes de Liquid Tension Experiment, Portnoy y Petrucci le pidieron que se uniera con ellos a la agrupación Dream Theater. Al tener a Rudess como nuevo teclista, despidieron a su teclista de entonces, Derek Sherinian, para abrirle camino a Jordan.
Jordan ha sido el tecladista a tiempo completo de Dream Theater desde la grabación de Metropolis, Pt. 2: Scenes From a Memory de 1999. También grabó otros diez álbumes en estudio desde entonces, Six Degrees of Inner Turbulence en el 2002, Train of Thought en el 2003, Octavarium en el 2005, Systematic Chaos en el 2007, Black Clouds & Silver Linings en el 2009, A Dramatic Turn of Events en el 2011, Dream Theater en el 2013, The Astonishing en 2016, Distance Over Time en 2019, A View from the Top of the World en 2021 y "Parasomnia" en 2025, como su lanzamiento mas reciente. Adicionalmente, apareció en los álbumes en vivo Live Scenes From New York, Live at Budokan, Score, Chaos in Motion, Live At Luna Park, Breaking the Fourth Wall y Distant Memories - Live in London.
En 2010, Rudess hizo el estreno mundial de su obra "Explorations for Keyboard and Orchestra", específicamente el 19 de noviembre, en el Centro Cultural Corp Banca, en Caracas, Venezuela. La misma fue concebida como una obra sinfónico-orquestal con la inclusión de guitarra eléctrica y batería donde se incluían citas del repertorio de Dream Theater. La orquesta seleccionada para acompañarle en dicho estreno fue la "Orquesta Sinfónica Juvenil de Chacao" bajo la batuta del nobel director turco Eren Basbug. En palabras del propio Rudess: "En "Explorations" estaré tocando todas las partes de teclado y sintetizador. Eren Basbug de Turquía estará dirigiendo a la talentosa sinfónica juvenil de Chacao. Sin duda alguna el escenario ya está listo para una noche memorable".
Rudess dice que sus influencias como teclista han sido Keith Emerson, Rick Wakeman y Patrick Moraz. Sus bandas favoritas incluyen a Gentle Giant, Yes, Genesis, Pink Floyd, Emerson, Lake & Palmer, King Crimson, Radiohead, Autechre, y Aphex Twin.
En 2012, Musicradar.com realizó una encuesta a nivel mundial para elegir al "Mejor tecladista de todos los tiempos", y Rudess salió electo por sus fanes con el galardón, venciendo a sus mismos inspiradores como lo son Keith Emerson, Rick Wakeman, Rick Wright. Sin duda, tras este reconocimiento, Jordan Rudess es catalogado como una leyenda en los teclados.

## Equipo
- Korg Kronos 88, como sintetizador principal.
- Korg Oasys 88
- Korg Triton Extreme 88
- Korg Radias
- Korg Karma
- Apple iPad Pro, sustituyendo al otrora Music Pad Pro de Freehand Systems.
- Muse Receptor
- Kurzweil PC3X 88 notas
- Kurzweil K2600XS 88 notas
- Kurzweil K2600 Rack
- Kurzweil PC2 Rack
- Kurzweil K2000 VP
- Novation Super Nova 2
- Mini Moog
- Mini Moog Little Phatty
- Mini Moog Old School
- Moog Voyager
- Continuum Fingerboard de Haken Audio
- Roland Jupiter 80
- Roland Gaia
- Roland V-synth XT (rack)
- Roland GT-Pro
- Roland Fantom X8
- Roland XR
- Roland VP 550
- Roland Fantom G8
- Fender Lap Steel Guitar 1952
- Mezclador 1604VLZ Pro Mixer de Mackie.
- Una unidad de respaldo de poder de APS
- Interfaces de Audio MOTU 828 y 896 Firewire
- Interfaces MOTU Midi Timepiece AV. (USB)
- Monitores de Audio, dos Mackie 824 y tres 624s con un subwoffer HRS 120 para un completo sistema envolvente

Jordan también utiliza actualmente un computador Apple G4 y G5 en estudio (con procesador dual) para utilizar instrumentos virtuales controlador por MIDI, tales como:
- MOTU Match Five y Mx4 softsynth
- Korg Legacy Collection
- Spectrasonic Atsmosphere y Omnisphere, Trilogy y Stylus
- Native Instruments Komplete 2, Absynth, B4 II, Guitar Rig, FM8 y Pro 53
- Otros sintetizadores virtuales, tales como Imposcar, Ultra Focus, Morphology y Vapor
- Más recientemente, Jordan Rudess ha desarrollado aplicaciones para dispositivos touch iOS, las cuales son: MorphWiz, SketchWiz, SampleWiz, GeoSynthesizer, Tachyon y SpaceWiz. Además tiene una versión personalizada de Bebot, llamada Wizbot, que Russell Black diseñó específicamente para Jordan. Esta versión no está disponible en el App Store de Apple.

## Discografía

### Álbumes de solista
- Arrival (casete) (1988)
- Listen (CD) (1993)
- Secrets of the Muse (CD) (1997)
- Resonance (CD) (1999)
- Feeding the Wheel (CD) (2001)
- 4NYC (CD) (2002)
- Christmas Sky (CD) (2002)
- Rhythm of Time (CD) (2004)
- The Road Home (CD) (2007)
- Notes On A Dream (CD) (2009)
- All That Is Now (CD) (2013)
- Explorations (CD/DVD) (2014)
- The Unforgotten Path (CD) (2015)
- Wired For Madness (CD) (2019)
- Heartfelt (2019)
- Unplugged (2020)
- A Chapter in Time (2021)
- Piano & Orchestra (2023)
- Permission To Fly (2024)

### ConDream Theater
- Metropolis, Pt. 2: Scenes From a Memory (CD) (1999)
- Live Scenes From New York (DVD/3CD) (2001)
- Six Degrees of Inner Turbulence (2CD) (2002)
- Train of Thought (CD) (2003)
- Live at Budokan (2DVD/3CD) (2004)
- Octavarium (CD) (2005)
- Score (2DVD/3CD) (2006)
- Systematic Chaos (CD) (2007)
- Black Clouds & Silver Linings (CD) (2009)
- A Dramatic Turn of Events (CD) (2011)
- Dream Theater (CD) (2013)
- Live at Luna Park (DVD) (2013)
- Breaking the Fourth Wall (2DVD/3CD) (2014)
- The Astonishing (2CD) (2016)
- Distance over Time (CD) (2019)
- Distant Memories - Live in London (2CD) (2020)
- A View from the Top of the World (CD) (2021)
- Parasomnia (CD) (2025)

### ConLiquid Tension Experiment
- Liquid Tension Experiment 1 (CD) (1998)
- Liquid Tension Experiment 2 (CD) (1999)
- Liquid Trio Experiment (CD) (2007)
- Liquid Tension Experiment 3 (CD) (2021)

### Otros proyectos
- Varios Artistas - Steinway to Heaven (1996)
- Rudess/Morgenstein Project (CD) (1999)
- An Evening with John Petrucci and Jordan Rudess (CD) (2001)
- Rudess/Morgenstein Project - The Official Bootleg (CD) (2001)
- Levin Minnemann Rudess - Levin Minnemann Rudess (CD) (2013)

### Colaboraciones
- Vinnie Moore - Time Odyssey (1988)
- Noirin Ni Riain - Celtic Soul (1996)
- Rhonda Larson - Free as a bird (1999)
- Paul Winter and The Earth Band - Journey With The Sun (2000)
- Scott McGill - Addition by Subtraction (2001)
- Prefab Sprout - The Gunman And Other Stories (2001)
- David Bowie - Heathen (2002)
- Jupiter - Echo and Art (2003)
- Neal Morse - ? (2005)
- Ricky García - Let Sleeping Dogs Lie (2008)
- Steven Wilson - Insurgentes (2008)
- Len & Vani Greene - Luminosity (2011)
- Steven Wilson - Grace For Drowning(2011)
- Affector - Harmagedon (2012)
- Satchurated - Joe Satriani (2012)
- Ayreon - The Theory Of Everything (2013)
- Deep Purple - Live at the Foro Pegaso, Hell and Heaven (2020)